# Nati nel 1950/Dicembre
| Questa pagina contiene informazioni ricavate automaticamente dalle voci biografiche con l'ausilio del template Bio e di un bot. L'aggiornamento è periodico e automatico e ricostruisce completamente la pagina. Se manca una persona in questa lista, sei pregato di non aggiungerla, ma accertati piuttosto che la sua voce biografica contenga il template Bio e che i dati anagrafici siano correttamente compilati. Se il template Bio manca, inseriscilo tu stesso o, in alternativa, metti l'avviso {{tmp\|Bio}} che ne segnala la mancanza. Se i dati riportati sono sbagliati, correggi direttamente la voce biografica; le modifiche saranno visibili in questa lista entro pochi giorni. Per chiarimenti vedi il progetto biografie. La lista contiene solo le 218 persone che sono citate nell'enciclopedia e per le quali è stato implementato correttamente il template Bio. Pagina aggiornata al 26 lug 2025. |

- 1º dicembre - Themba Dlamini, politico swati
- 1º dicembre - Richard Keith, attore e batterista statunitense
- 1º dicembre - Ueli Maurer, politico svizzero
- 1º dicembre - Otto Pérez Molina, politico e ex militare guatemalteco
- 1º dicembre - Fabrizio Sacerdoti, politico italiano
- 1º dicembre - Seiichi Sakiya, ex calciatore giapponese
- 1º dicembre - Patrizia Webley, attrice italiana
- 2 dicembre - Paolo Allegra, politico italiano
- 2 dicembre - Merrill Ashley, ex ballerina statunitense
- 2 dicembre - Dennis Christopher, attore statunitense
- 2 dicembre - Fausto Cò, politico e avvocato italiano
- 2 dicembre - Ursela Monn, attrice svizzera
- 2 dicembre - Jan Rusinek, matematico e compositore di scacchi polacco
- 2 dicembre - Paul Watson, attivista e ambientalista canadese
- 3 dicembre - Gianni De Magistris, ex nuotatore, ex pallanuotista e allenatore di pallanuoto italiano
- 3 dicembre - Vladimír Dobrovič, ex calciatore slovacco
- 3 dicembre - Marie-Louise Fort, politica francese († 2022)
- 3 dicembre - Samantha Fox, attrice pornografica statunitense († 2020)
- 3 dicembre - Asa Hutchinson, politico statunitense
- 3 dicembre - Antonino Mangano, ex maratoneta e mezzofondista italiano
- 4 dicembre - Franco Agnesi, vescovo cattolico italiano
- 4 dicembre - Jolanta Bebel-Rzymowska, ex schermitrice polacca
- 4 dicembre - Jorge Becerra, ex cestista argentino
- 4 dicembre - Luigi Binelli Mantelli, ammiraglio italiano
- 4 dicembre - Vladimir Bure, nuotatore sovietico († 2024)
- 4 dicembre - Marième Bâ, ex cestista senegalese
- 4 dicembre - Bo Dietl, attore statunitense
- 4 dicembre - Pierino Gavazzi, ex ciclista su strada e dirigente sportivo italiano
- 4 dicembre - Eduardo Jons, ex schermidore cubano
- 5 dicembre - Fauzija Bajramova, politica e scrittrice russa
- 5 dicembre - Camarón de la Isla, cantante spagnolo († 1992)
- 5 dicembre - Steve Furness, giocatore di football americano statunitense († 2000)
- 5 dicembre - Nick Jameson, attore e doppiatore statunitense
- 5 dicembre - Meindert van Veen, allenatore di pallacanestro olandese
- 5 dicembre - Oswaldo de Oliveira, allenatore di calcio brasiliano
- 6 dicembre - Franco Bieler, ex sciatore alpino italiano
- 6 dicembre - Nicolò Cristaldi, politico e artista italiano
- 6 dicembre - Guy Drut, politico e ex ostacolista francese
- 6 dicembre - Thom Barry, attore statunitense
- 6 dicembre - Joe Hisaishi, compositore, pianista e regista giapponese
- 6 dicembre - Chris Hodgetts, pilota automobilistico britannico
- 6 dicembre - Christina Lindberg, attrice, giornalista e modella svedese
- 6 dicembre - Kyoji Nagatani, scultore giapponese
- 6 dicembre - Laura Olivetti, psicologa e filantropa italiana († 2015)
- 6 dicembre - Daniel Sahuleka, cantautore indonesiano
- 6 dicembre - Andrei Sârbu, pittore rumeno († 2000)
- 7 dicembre - Mohamed Ibn Chambas, politico ghanese
- 7 dicembre - Ken Dugdale, allenatore di calcio e ex calciatore neozelandese
- 7 dicembre - Carlo Galli, politico e filosofo italiano
- 7 dicembre - Kaiser Haq, poeta, scrittore e traduttore bangladese
- 7 dicembre - Goran Latifić, ex cestista jugoslavo
- 7 dicembre - Cay Ljosdal, ex calciatore norvegese
- 7 dicembre - Charlie McGettigan, cantante irlandese
- 7 dicembre - Rocco Moretti, mafioso italiano
- 7 dicembre - Anna Sarfatti, scrittrice italiana
- 7 dicembre - Julia Spettel, ex sciatrice alpina austriaca
- 8 dicembre - Rick Baker, truccatore e effettista statunitense
- 8 dicembre - David Cross, ex calciatore inglese
- 8 dicembre - Iren Gal, ex cestista jugoslava
- 8 dicembre - Dan Hartman, cantautore e produttore discografico statunitense († 1994)
- 8 dicembre - Ian Holmes, calciatore inglese
- 8 dicembre - Antonio Manganelli, poliziotto, prefetto e dirigente pubblico italiano († 2013)
- 8 dicembre - Vittorio Marchis, ingegnere e storico italiano
- 8 dicembre - Mario Trapassi, carabiniere italiano († 1983)
- 9 dicembre - Joan Armatrading, cantante, chitarrista e compositrice britannica
- 9 dicembre - Russell Carpenter, direttore della fotografia statunitense
- 9 dicembre - Zdravka Jordanova, ex canottiera bulgara
- 9 dicembre - Mike Schutte, pugile, attore e cantante sudafricano († 2008)
- 9 dicembre - Alan Sorrenti, cantautore italiano
- 9 dicembre - Owen Wells, cestista e allenatore di pallacanestro statunitense († 1993)
- 10 dicembre - Gregg Berger, attore e doppiatore statunitense
- 10 dicembre - John Boozman, politico statunitense
- 10 dicembre - George Cartwright, sassofonista e compositore statunitense
- 10 dicembre - Robert Cusack, ex nuotatore australiano
- 10 dicembre - Lloyd Neal, ex cestista statunitense
- 10 dicembre - Marcia Shieldknight, ex cestista statunitense
- 11 dicembre - Antonio Bordon, ex calciatore italiano
- 11 dicembre - Antonio Buonomo, cantautore e attore italiano
- 11 dicembre - Nino Frassica, comico, attore e conduttore radiofonico italiano
- 11 dicembre - Georg Hammer, allenatore di calcio e ex calciatore norvegese
- 11 dicembre - Maria Luisa Meneghetti, filologa italiana
- 11 dicembre - Christina Onassis, dirigente d'azienda greca († 1988)
- 11 dicembre - Daniele Ricci, ex pallavolista e allenatore di pallavolo italiano
- 12 dicembre - Darleen Carr, attrice e doppiatrice statunitense
- 12 dicembre - Alessandra Casaccia, cantante italiana († 1995)
- 12 dicembre - Richard Galliano, fisarmonicista francese
- 12 dicembre - Eric Maskin, economista statunitense
- 12 dicembre - Rajinikanth, attore e personaggio televisivo indiano
- 12 dicembre - Philippe Redon, calciatore e allenatore di calcio francese († 2020)
- 12 dicembre - Billy Smith, ex hockeista su ghiaccio canadese
- 13 dicembre - Catherine Cox, attrice e cantante statunitense
- 13 dicembre - Darrell Larson, attore statunitense
- 13 dicembre - Lorenzo Macrì, doppiatore e direttore del doppiaggio italiano
- 13 dicembre - Wendie Malick, attrice e modella statunitense
- 13 dicembre - Afemo Omilami, attore statunitense
- 13 dicembre - Ljudmila Senčina, cantante e attrice russa († 2018)
- 13 dicembre - Peter Spiring, ex calciatore inglese
- 13 dicembre - Tom Vilsack, politico statunitense
- 14 dicembre - Christiane Krause, ex velocista tedesca
- 14 dicembre - Vicki Michelle, attrice britannica
- 14 dicembre - Carl Reid, presbitero e vescovo anglicano canadese
- 14 dicembre - Manlio Truscia, fumettista, illustratore e pittore italiano
- 15 dicembre - Ana Maria Bahiana, giornalista, critica musicale e critica cinematografica brasiliana
- 15 dicembre - Stefan Czapsky, direttore della fotografia statunitense
- 15 dicembre - Sylvester James Gates Jr., fisico statunitense
- 15 dicembre - Marco Mattolini, regista teatrale, sceneggiatore e autore televisivo italiano
- 15 dicembre - Wolf-Rüdiger Netz, ex calciatore tedesco orientale
- 15 dicembre - Ali Zeidan, politico libico
- 16 dicembre - Roy Schuiten, ciclista su strada, pistard e dirigente sportivo olandese († 2006)
- 16 dicembre - Ieremia Tabai, politico gilbertese
- 17 dicembre - Edoardo Angelino, scrittore italiano
- 17 dicembre - Carlton Barrett, batterista e percussionista giamaicano († 1987)
- 17 dicembre - Lella Battistella, ex cestista italiana
- 17 dicembre - Michael Cashman, attore e politico britannico
- 17 dicembre - Aldo Corno, allenatore di pallacanestro e ex cestista italiano
- 17 dicembre - Oscar Fabbiani, ex calciatore argentino
- 17 dicembre - Steve Kindon, ex calciatore inglese
- 17 dicembre - Tore Kordahl, ex calciatore norvegese
- 18 dicembre - Carlo Angeletti, attore italiano
- 18 dicembre - Gillian Armstrong, regista australiana
- 18 dicembre - Randy Castillo, batterista statunitense († 2002)
- 18 dicembre - Alessandra Kersevan, saggista e editrice italiana
- 18 dicembre - Leonard Maltin, critico cinematografico statunitense
- 18 dicembre - Rosario Prestopino, truccatore e effettista italiano († 2008)
- 18 dicembre - Nils-Gustaf Renman, scacchista svedese
- 19 dicembre - Jürgen Fuchs, scrittore tedesco († 1999)
- 19 dicembre - Peter Osborne, ex calciatore inglese
- 19 dicembre - Tino Pietrogiovanna, allenatore di sci alpino e ex sciatore alpino italiano
- 19 dicembre - Jean Portante, poeta lussemburghese
- 19 dicembre - Imerio Testori, pilota motociclistico italiano († 1976)
- 20 dicembre - Roberto Beccantini, giornalista italiano
- 20 dicembre - Osvaldo De Paolini, giornalista italiano
- 20 dicembre - Giuseppe Gasparin, politico italiano
- 20 dicembre - Bongi Makeba, cantante sudafricana († 1985)
- 20 dicembre - Arturo Márquez, musicista e compositore messicano
- 20 dicembre - Raffaele Pernasetti, mafioso italiano
- 20 dicembre - János Pintz, matematico ungherese
- 20 dicembre - Elizabeth Plater-Zyberk, architetto e urbanista statunitense
- 21 dicembre - Dona De Carli, fotografa svizzera
- 21 dicembre - Yutaka Fujimoto, cestista giapponese († 2001)
- 21 dicembre - Giordano Bruno Guerri, storico, saggista e giornalista italiano
- 21 dicembre - Thomas Hürlimann, scrittore svizzero
- 21 dicembre - Jeffrey Katzenberg, produttore cinematografico e produttore televisivo statunitense
- 21 dicembre - Lillebjørn Nilsen, cantautore norvegese († 2024)
- 21 dicembre - Aldo Parecchini, ex ciclista su strada italiano
- 21 dicembre - Conrado Pérez, ex cestista cubano
- 22 dicembre - Norm Gratton, hockeista su ghiaccio canadese († 2010)
- 22 dicembre - Roberto Gremmo, storico, politico e giornalista italiano
- 22 dicembre - Massamba Kilasu, calciatore della Repubblica Democratica del Congo († 2020)
- 22 dicembre - Diego Malisan, ex calciatore italiano
- 22 dicembre - Masatoshi Matsunaga, ex calciatore e dirigente sportivo giapponese
- 22 dicembre - Bill Newton, ex cestista statunitense
- 22 dicembre - Flavino Ríos Alvarado, avvocato e politico messicano
- 23 dicembre - Cyro Baptista, percussionista brasiliano
- 23 dicembre - Michael C. Burgess, politico statunitense
- 23 dicembre - Richard Dannatt, barone Dannatt, generale britannico
- 23 dicembre - Vicente del Bosque, ex calciatore e allenatore di calcio spagnolo
- 23 dicembre - Davitt Moroney, clavicembalista, organista e musicologo britannico
- 23 dicembre - Gerda Schouten, cestista olandese († 2018)
- 24 dicembre - Mike Barnes, ex giocatore di football americano statunitense
- 24 dicembre - Antonino Caruso, politico italiano († 2020)
- 24 dicembre - Lucilla Galeazzi, cantautrice italiana
- 24 dicembre - Gilberto Alves, allenatore di calcio e ex calciatore brasiliano
- 24 dicembre - Dana Gioia, poeta e saggista statunitense
- 24 dicembre - Salvatore Jacolino, allenatore di calcio e ex calciatore italiano
- 24 dicembre - Ileana Ongar, ex ostacolista italiana
- 24 dicembre - Fausto Terenzi, conduttore radiofonico, showman e disc jockey italiano
- 25 dicembre - Serge Chiesa, ex calciatore francese
- 25 dicembre - Andrew Duff, politico britannico
- 25 dicembre - Julio Olaizola, ex calciatore spagnolo
- 25 dicembre - Franco Perruquet, bobbista italiano
- 25 dicembre - Yehuda Poliker, cantautore, musicista e pittore israeliano
- 25 dicembre - Kyle Rote Jr., ex calciatore e allenatore di calcio statunitense
- 25 dicembre - Karl Rove, giornalista e politologo statunitense
- 25 dicembre - Noël Treanor, arcivescovo cattolico e diplomatico irlandese († 2024)
- 25 dicembre - Kurt Tunheim, ex calciatore norvegese
- 26 dicembre - Raja Pervaiz Ashraf, politico pakistano
- 26 dicembre - Francesco Bandarin, architetto italiano
- 26 dicembre - Arrigo Bernardi, ex calciatore belga
- 26 dicembre - Luis Galarza, calciatore boliviano († 2024)
- 27 dicembre - Charis Alexiou, cantautrice greca
- 27 dicembre - Walter Barberis, storico e editore italiano
- 27 dicembre - Roberto Bettega, ex calciatore e dirigente sportivo italiano
- 27 dicembre - Terry Bozzio, batterista statunitense
- 27 dicembre - Tim Hunkin, ingegnere e animatore britannico
- 27 dicembre - Domenico Russo, militare italiano († 1982)
- 28 dicembre - Alex Chilton, cantante, chitarrista e produttore discografico statunitense († 2010)
- 28 dicembre - Vladimiro Crisafulli, politico italiano
- 28 dicembre - Joël Flateau, attore e tastierista francese
- 28 dicembre - Stefanella Marrama, doppiatrice, direttrice del doppiaggio e dialoghista italiana
- 28 dicembre - Hugh McDonald, bassista statunitense
- 28 dicembre - Ivana Simeoni, politica italiana
- 28 dicembre - Margaret Tutwiler, politica, funzionario e diplomatica statunitense
- 29 dicembre - Géza Csapó, canoista ungherese († 2022)
- 29 dicembre - Joe Gilliam, giocatore di football americano statunitense († 2000)
- 29 dicembre - Luisella Pavan-Woolfe, diplomatica italiana
- 29 dicembre - Jon Polito, attore statunitense († 2016)
- 30 dicembre - Rodney Brooks, matematico e informatico australiano
- 30 dicembre - Mont Campbell, polistrumentista, cantante e compositore britannico
- 30 dicembre - Fabrizia Castagnoli, doppiatrice, direttrice del doppiaggio e attrice italiana
- 30 dicembre - David Fox, autore di videogiochi e informatico statunitense
- 30 dicembre - Kazuhisa Kōno, ex calciatore giapponese
- 30 dicembre - Timothy Mo, scrittore britannico
- 30 dicembre - Carmen Moreno, cestista colombiana († 2024)
- 30 dicembre - Billy Rafferty, ex calciatore scozzese
- 30 dicembre - Lewis Shiner, scrittore statunitense
- 30 dicembre - Dave Stewart, tastierista e compositore britannico
- 30 dicembre - Bjarne Stroustrup, programmatore e informatico danese
- 30 dicembre - Martti Vainio, ex mezzofondista e maratoneta finlandese
- 31 dicembre - Liljana Cingu, ballerina albanese († 2024)
- 31 dicembre - Didier De Neck, attore francese
- 31 dicembre - Ray Ellison, ex calciatore inglese
- 31 dicembre - Inge Helten, ex velocista tedesca
- 31 dicembre - Tomás Herrera, cestista cubano († 2020)
- 31 dicembre - Tehching Hsieh, artista statunitense
- 31 dicembre - Enrico Peyrot, fotografo italiano
- 31 dicembre - Obaidul Quader, politico bangladese
- 31 dicembre - Harry Rogers, ex cestista statunitense